# Эрне, Филиппе
Филиппе Эрне (нем. Philippe Erne; 14 декабря 1986, Вадуц, Лихтенштейн) — лихтенштейнский футболист, нападающий клуба «Руггелль». Выступал в сборной Лихтенштейна.

## Карьера

### Клубная
Воспитанник клуба «Вадуц». В сезоне 2006/2007 играл за швейцарский «Кур 97», откуда на следующий сезон перебрался в «Эшен-Маурен», где провел чуть более трёх сезонов, сыграв за это время 60 матчей и забив 14 мячей. 2 февраля 2011 года вернулся в ФК «Вадуц». Осенью 2012 года был в аренде в лихтенштейнском «Бальцерсе».

### В сборной
В основной сборной дебютировал 14 ноября 2009 года в матче против сборной Хорватии, который завершился поражением лихтенштейнцев — 0:5.

#### Голы за сборную
| # | Дата        | Место                                | Соперник | Счёт | Результат | Турнир                    |
| - | ----------- | ------------------------------------ | -------- | ---- | --------- | ------------------------- |
| 1 | 3 июня 2011 | Райнпарк Штадион, Вадуц, Лихтенштейн | Литва    | 1:0  | 2:0       | Отборочный матч к ЧЕ 2012 |